# Бойко, Дмитрий Дмитриевич
Дми́трий Дми́триевич Бо́йко (1918—1981) — участник Великой Отечественной войны, командир 759-го стрелкового полка 163-й дивизии, подполковник, Герой Советского Союза (1944).

## Биография
Родился 25 октября 1918 года в селе Александровка (ныне — в Азовском районе, Ростовская область).
После окончания в 1937 году Азовского агропедтехникума (позже был преобразован в педагогическое училище) работал директором школы в хуторе Марков Александровского района Ростовской области.
В Красную армию был призван 28 сентября 1939 года. На фронтах Великой Отечественной войны с июня 1941 года. 30 июля 1941 года Бойко был ранен. После выписки из госпиталя прошёл ускоренные офицерские курсы и командиром взвода снова продолжил службу. Воевал на Юго-Западном, затем — Воронежском, 1-м и 2-м Украинских фронтах.
В 1943 году — в феврале и в октябре — получил ордена Отечественной войны I степени и Красного Знамени. Член ВКП(б)/КПСС с 1943 года.
Будучи командиром стрелкового полка, майор Бойко умело организовал форсирование Днестра. 24 марта 1944 года полк захватил плацдарм и удерживал его до подхода главных сил дивизии. Из наградного листа Д. Д. Бойко:

В последних наступательных боях 759-й стрелковый полк, которым командует майор Бойко, показал себя одним из лучших полков дивизии. 759-й стрелковый полк первым под сильным огнём противника форсировал реку Днестр, захватил плацдарм и удержал его до подхода других частей дивизии. До подхода других частей полк храбро дрался за удержание плацдарма на правом берегу реки Днестр, при этом отбил 8 контратак противника. Этим самым дал возможность остальным частям дивизии успешно форсировать реку Днестр.
На правом берегу реки Днестр 759-й стрелковый полк в районе Ливенцы вёл в течение двух суток ожесточенные бои с в несколько раз превосходящими силами противника, в том числе и танками, и вышел из этого боя победителем. Уничтожал много живой силы и техники противника, взяв при этом 300 пленных. Все проводимые полком бои были успешны потому, что руководил ими товарищ Бойко, который смелыми и дерзкими действиями сеял панику в среде врага, и потому, что все время находился в боевых порядках своей пехоты.

За успешное форсирование реки Днестр и правильное руководство своими подразделениями майор Бойко достоин присвоения звания Героя Советского Союза.
По окончании войны Бойко работал на партийных должностях в Ростовской области, возглавлял облпарткомиссию, был первым секретарём Октябрьского (сельского) РК КПСС. Был депутатом Верховного Совета РСФСР.
Проживал в городе Шахты. Умер 24 июня 1981 года в городе Ростов-на-Дону.

## Память

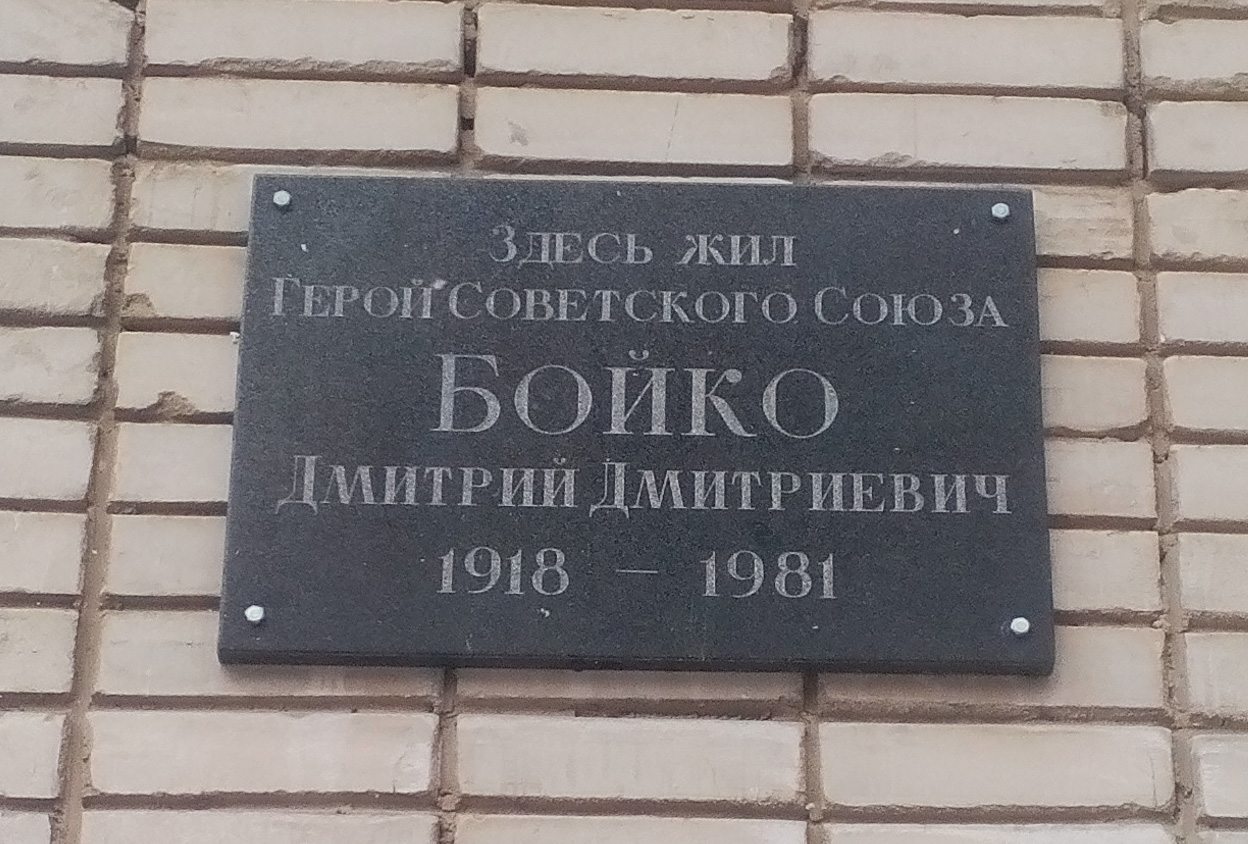
Памятная доска в Ростове-на-Дону

- В 1981 году в Азове на здании педучилища была открыта мемориальная доска в память об одном из его выпускников — Д. Д. Бойко.
- В 2009 году в городе Каменоломни открыта мемориальная доска на фасаде дома, где он раньше жил[1].
- Также мемориальная доска установлена в Ростове-на-Дону на доме № 134 по Пушкинской улице, где проживал Бойко последние годы[2].

## Награды и звания
- Медаль «Золотая Звезда» Героя Советского Союза (13.09.1944).
- Награждён двумя орденами Ленина, орденом Октябрьской Революции, двумя орденами Красного Знамени, орденами Александра Невского, Отечественной войны 1 степени, «Знак Почёта», а также медалями.